# Miconia falcata
Miconia falcata är en tvåhjärtbladig växtart som beskrevs av Célestin Alfred Cogniaux. Miconia falcata ingår i släktet Miconia och familjen Melastomataceae. Inga underarter finns listade i Catalogue of Life.